# Лорино (Чукотка)
Ло́рино (на руски: Лорино; на чукчи: Льурэн; ескимоски: Лог'рак) е село в Чукотски район, Чукотски автономен окръг, Русия. Разположено е на брега на Мечигменския залив, част от Берингово море. Населението му към 2016 г. е 1046 души.

## История
Името на селото произлиза от чукотски и означава „намерен лагер“. Основано е през 18 век на територията бившото ескимоско селище Нукак.

## Население
Около 90% от населението на селото са чукчи.
| 1927 | 1943 | 1989 | 2009 | 2012 | 2014 | 2016 |
| ---- | ---- | ---- | ---- | ---- | ---- | ---- |
| 52   | 174  | 1551 | 1484 | 1255 | 1160 | 1046 |

## Икономика
Основните отрасли в селото са риболов, еленовъдство, кучевъдство. От 1955 г. има ферма за полярни лисици, но днес тя вече не работи. През 2009 г. е открит консервен цех.

## Галерия
- Изглед към Лорино от морето.
- Жилищна сграда.
- Охранителна кула от съветско време.
- Бившата ферма за полярни лисици.
- Кучевъд.
- Танцьори.